# Tenis en Ecuador
La organización del tenis en Ecuador está a cargo de la Federación Ecuatoriana de Tenis, fundada en 1967. Predominan las canchas con superficie de arcilla de polvo de ladrillo y su principal torneo era el Abierto de Ecuador de la categoría ATP 250, realizado en la ciudad de Quito.
El tenista de élite mundial en la era aficionada fue Francisco Segura (#1), mientras que en la era profesional lo han sido Andrés Gómez (#4) y Nicolás Lapentti (#6). En dobles han destacado Francisco Segura y Andrés Gómez (#1). El equipo ecuatoriano masculino adulto ha llegado a los cuartos de final de la Copa Davis en 1967 y 1985, mientras que el juvenil fue tercero en la Copa Mundial Sub-16 en 2005.

## Historia
Como antecedente, sus indígenas han jugado a la chaza desde el siglo XV, de características similares y declarado como el «deporte nacional de Ecuador». 
El tenis, en Ecuador, como todos los deportes, nació con la fundación del Club Sport Guayaquil el 23 de abril de 1899. Sus fundadores fueron los que mostraron al país los deportes que ellos habían practicado en Europa, donde habían sido enviados por sus familiares a estudiar a las universidades de Inglaterra y Francia. A su retorno decidieron crear el club destinado a la práctica del tenis. En agosto de ese mismo año llegó al País el primer pedido de implementos de tenis.
El tenis se impuso entre las clases altas de Guayaquil, Quito y Cuenca. Es así, como en Guayaquil y en Quito principalmente, se construyeron clubes que acogían este deporte, precisamente en Guayaquil, en 1910 se funda el Guayaquil Tenis Club, y en Quito, en 1930 se instala el Quito Tenis y Golf Club. 
Tenistas destacados antes de la instauración de la Clasificación de la ATP en 1973 fueron Miguel Olvera, Francisco Guzmán, Eduardo Zuleta y María Guzmán, entre otros. En 1986 Andrés Gómez finalizó la temporada como el «mejor doblista del mundo» y con el chileno Hans Gildemeister, como la «mejor dupla del mundo». Ganó el Torneo de Roland Garros individual en 1990, donde el público usa tradicionalmente el sombrero de paja toquilla, de origen ecuatoriano.

## Clasificación histórica

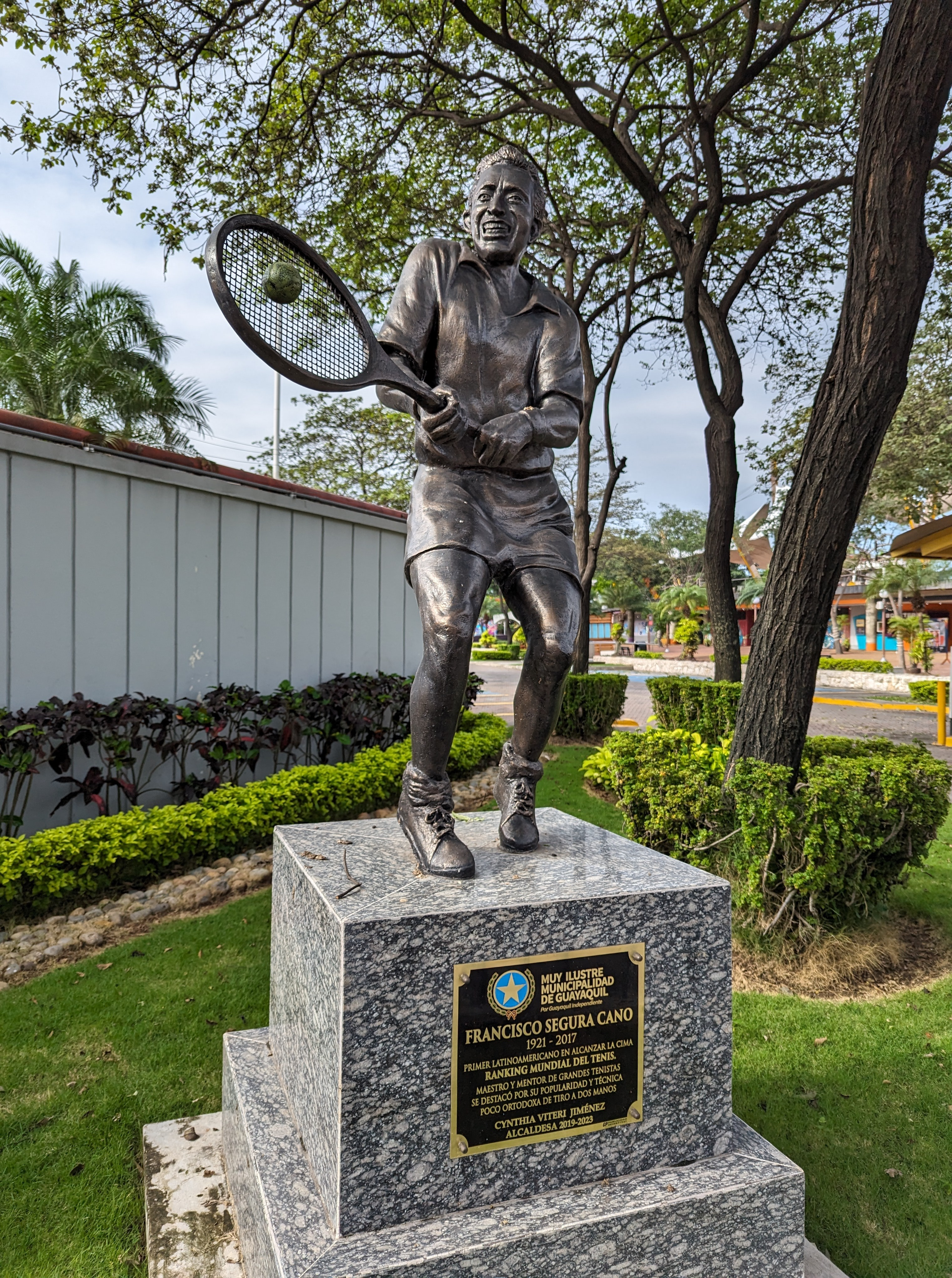
Monumento en el Malecón del Salado de Guayaquil a Francisco Segura, quien fuera el primer tenista ecuatoriano exitoso a nivel internacional.

Tenistas ecuatorianos que han estado entre los 200 primeros lugares de la Clasificación ATP.
- Nota: Los jugadores activos están en negrita. Actualizado al 7 de agosto de 2023.

| Singlistas            | Mejor puesto | Año  | Mejor resultado en Grand Slam                                      |
| --------------------- | ------------ | ---- | ------------------------------------------------------------------ |
| Andrés Gómez          | 4.°          | 1990 | Campeón (Roland Garros 1990)                                       |
| Nicolás Lapentti      | 6.°          | 2000 | Semifinalista (Abierto de Australia 1999)                          |
| Ricardo Ycaza         | 44.°         | 1981 | Cuarta ronda (Roland Garros 1981)                                  |
| Emilio Gómez          | 90.°         | 2023 | Primera ronda (Roland Garros 2020, Abierto de Australia 2022)      |
| Raúl Viver            | 94.°         | 1988 | Segunda ronda (Roland Garros 1985)                                 |
| Giovanni Lapentti     | 110.°        | 2005 | Primera ronda (Roland Garros 2003, Abierto de Estados Unidos 2009) |
| Luis Morejón          | 122.°        | 1996 | No clasificó al cuadro principal                                   |
| Pablo Campana         | 165.°        | 1996 | Tercera ronda (Abierto de Estados Unidos 1996)                     |
| Roberto Quiroz        | 172.°        | 2019 | No clasificó al cuadro principal                                   |
| Álvaro Guillén Meza   | 175.°        | 2025 | No clasificó al cuadro principal                                   |
| Julio César Campozano | 197.°        | 2013 | No clasificó al cuadro principal                                   |

| Doblistas             | Mejor puesto | Año  |
| --------------------- | ------------ | ---- |
| Andrés Gómez          | 1.°          | 1986 |
| Nicolás Lapentti      | 32.°         | 1999 |
| Gonzalo Escobar       | 38.°         | 2021 |
| Ricardo Ycaza         | 47.°         | 1982 |
| Diego Hidalgo         | 61.°         | 2024 |
| Roberto Quiroz        | 159.°        | 2018 |
| Pablo Campana         | 162.°        | 1996 |
| Giovanni Lapentti     | 176.°        | 2004 |
| Raúl Viver            | 184.°        | 1984 |
| Julio César Campozano | 192.°        | 2012 |

## Mejor participación en los torneos de Grand Slam
| Categoría                    | Abierto de Australia                | Torneo de Roland Garros                      | Campeonato de Wimbledon          | Abierto de los Estados Unidos        |
| ---------------------------- | ----------------------------------- | -------------------------------------------- | -------------------------------- | ------------------------------------ |
| Individual masculino         | Semifinales (1999)                  | Ganado (1990)                                | Cuartos de final (1984, 2002)    | Semifinales (1942, 1943, 1944, 1945) |
| Individual femenino          | -                                   | Tercera ronda (1969)                         | Tercera ronda (1970)             | Segunda ronda (1964, 1967)           |
| Dobles masculino             | Cuartos de final (1999, 2001, 2003) | Ganado (1988)                                | Semifinales (1946, 1987)         | Ganado (1986)                        |
| Dobles femenino              | -                                   | -                                            | Segunda ronda (1969, 1971, 1972) | Tercera ronda (1967)                 |
| Dobles mixto                 | Semifinales (2022)                  | Semifinales (1966, 1981)                     | Semifinales (2000)               | Final (1943, 1947)                   |
| Individual masculino juvenil | -                                   | Primera ronda (2007, 2009, 2010, 2011, 2021) | Final (1975)                     | Ganado (1976)                        |
| Individual femenino juvenil  | -                                   | Segunda ronda (2013)                         | Primera ronda (2013)             | Primera ronda (2011, 2012, 2019)     |
| Dobles masculino juvenil     | Final (2001)                        | Ganado (1994, 2010)                          | Ganado (2001)                    | Ganado (1994, 2010)                  |
| Dobles femenino juvenil      | -                                   | Final (2013)                                 | Cuartos de final (2013)          | -                                    |

## Torneos ecuatorianos

### ATP Tour 250
- Abierto de Ecuador (realizado desde 2015 al 2018)

### ATP Challenger
- Challenger de Guayaquil
- Challenger de Salinas

Anteriormente realizados:
- Challenger de Manta
- Challenger de Quito